# Chiesa di Sant'Antonio (Fervento)
La chiesa di Sant'Antonio è una chiesa consacrata a sant'Antonio Abate che si trova a Fervento, in Val Sermenza.

## Storia
Non esistono documenti che comprovino una precisa data di costruzione, ma quelli più antichi, risalenti al 1590, parlano di un piccolo edificio che in seguito venne ampliato e più volte ampiamente rimaneggiato, in particolare durante il periodo della Controriforma, su indicazione del Vescovo di Novara. Fino al 1616 la parrocchia non era dipendente dalla Chiesa parrocchiale di Boccioleto, ma in quell'anno Ferdinando Taverna, allora vescovo di Novara, ne concedette la costituzione in virtù delle cattive condizioni della strada che collega tuttora Fervento con Boccioleto.

## Opere conservate
Tra le opere presenti nella chiesa, degne di nota sono la Crocifissione e le icone raffiguranti rispettivamente Sant'Antonio Abate e San Cristoforo, tutte attribuite alla scuola di Giovanni de Campo, risalenti al XV secolo, e un altare piramidale in legno, risalente al 1650 circa, scultura di Giovanni Battista e Gaudenzio Sceti.